# Ópera de Argentina

Sala del Teatro Colón (Buenos Aires).

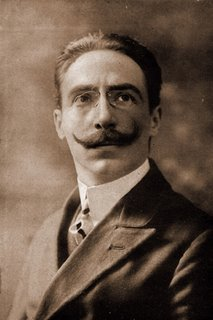
Héctor Panizza.

En la Argentina, durante el siglo XIX las compañías de ópera daban representaciones en el antiguo Teatro Colón, en el terreno que ocupa ahora la sede del Banco de la Nación Argentina. 
La ópera cobró inmensa popularidad con la masiva inmigración europea a principios del siglo XX (especialmente italianos y españoles). La demanda, y la vetustez del antiguo Teatro Colón determinaron  que fuera necesario construir un nuevo teatro, obra que se llevó a cabo con la inauguración del nuevo Teatro Colón de Buenos Aires en 1908, donde se estrenaron la mayoría de las óperas de compositores argentinos.

El fervor argentino por la ópera queda demostrado con la proliferación de salas líricas a lo largo y ancho del país, que en su momento de mayor esplendor llegó a la cincuentena.  Entre los más destacados se cuentan  Héctor Panizza (cuya ópera Aurora fue encargada para la temporada inaugural del Colón y Bizancio de 1939), Felipe Boero (El Matrero de 1929, Tucumán 1918, Ariana y Dyonisos, 1920, Raquela, 1923 y Siripo, 1937), Alfredo Luis Schiuma (Biancofiore de 1913, Amy Robsart 1917, La sirocchia 1920, Tabaré 1923 y Las Vírgenes del Sol de 1938), Juan José Castro ( Bodas de sangre y La zapatera prodigiosa, sobre obras de Federico García Lorca y Proserpina y el extranjero, 1952), Carlos López Buchardo 

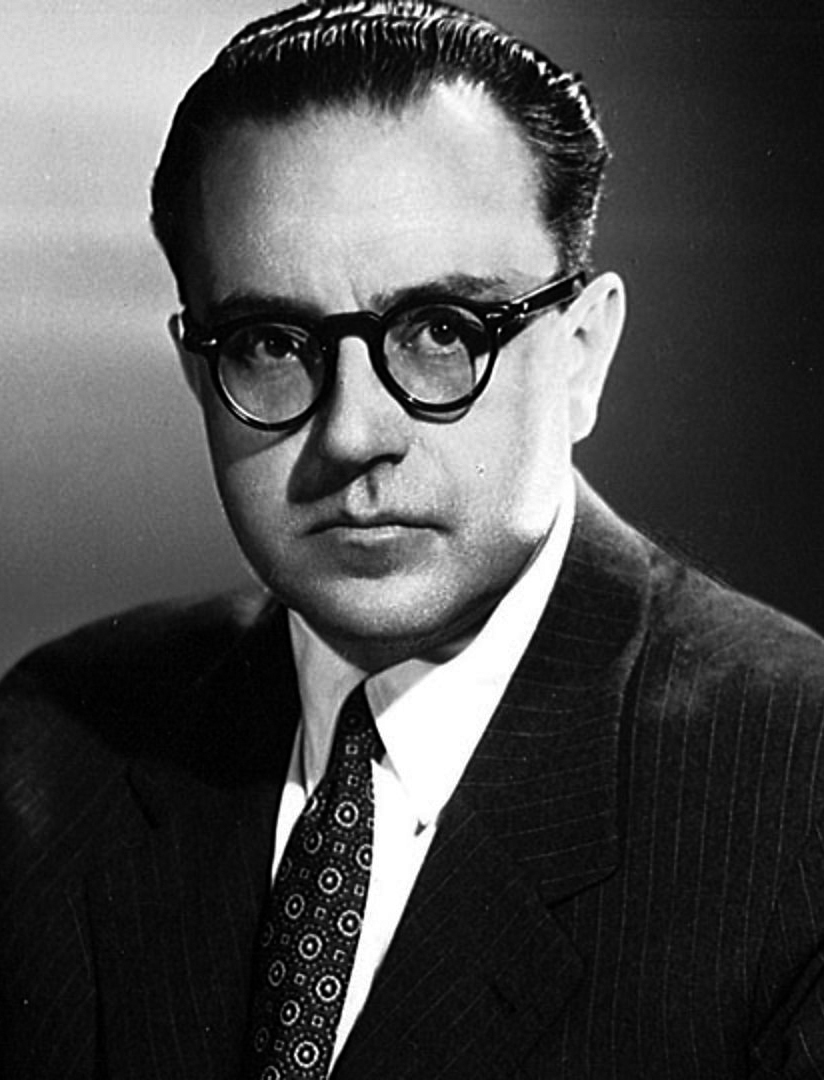
Alberto Ginastera.

(El sueño de Alma, 1914), Pascual De Rogatis (Huemac, 1916 y La novia del hereje, 1934), Eduardo García Mansilla (La angelical manuelita,1917), Constantino Gaito (Petronio, 1919; Ollantay, 1926, La sangre de las guitarras), 1927, Floro Ugarte (Saika, 1920), Gilardo Gilardi (Ilse, 1923; La leyenda del urutaú, 1934), Athos Palma (Nazdah, 1924), Enrique Mario Casella (Corimayo,1926, La tapera, 1934, Chasca, 1939 y varias si estrenar), Héctor Iglesias Villoud (El Oro del Inca, 1953), Virtú Maragno (Fuego en Casabindo), y Alberto Ginastera con Don Rodrigo, Beatrix Cenci y Bomarzo.
Más recientemente Roberto García Morillo (El caso Maillard, 1977) Mario Perusso (La voz del silencio, 1969), Claudio Guidi-Drei (Medea, 1973), Juan Carlos Zorzi (Antigona Vélez, 1991 y Don Juan, 1993), Pompeyo Camps (La hacienda, 1987, Marathon, 1990 y La oscuridad de la razón, 1996), Gerardo Gandini (La ciudad ausente, 1995 and Liederkreis, 2000), Astor Piazzolla (música) y Horacio Ferrer (libreto) (María de Buenos Aires) y Osvaldo Golijov (Ainadamar).